# Astorg VII d'Aurillac
Pour les articles homonymes, voir Astorg d'Aurillac.
Austau d'Orlhac ou Astorg VII d'Aurillac est un troubadour qu'on croit né vers 1225 au Château de Conros à Arpajon-sur-Cère et qui décède le 1er septembre 1291 à Toulouse.

## Biographie
Il était le fils d'Astorg VI d'Aurillac et de Marguerite de Malemort, et avait un frère, Durand de Montal, seigneur de Laroquebrou.
- Le 24 juin 1261, Astorg et Durand son frère, fils et héritiers d'Austau d'Orlhac chevallier, abandonnent à Guilhem de Montal, Guillaume de Malemort et Malfre de Castelnau, gardiens du testament de leur père, la moitié des revenus de toutes leurs terres pendant trois ans afin de payer les droits, frais, amendes, dettes et aumônes dus par la succession, l'acte scellé d'Hugues, comte de Rodez, et d'Aymar, abbé d'Aurillac.
- Il fut armé chevalier par saint Louis le jour de la Pentecôte 1267.
- Le 12 septembre 1269, il obtient d'Alphonse, comte de Poitiers et d'Auvergne, des lettres au sénéchal du Rouergue pour contraindre Marguerite de Malmort sa mère à lui rendre le Château de Tinières dont elle s'était emparé.
- Le 22 août 1270, il vend à son frère Durand de Montal pour 13 060 sols de Clermont, tout ce qu'il tient de l'abbaye dans les paroisses de Viescamp, Saint-Étienne, Saint-Géron, Ayrens, Crandelles, Ytrac et Omps pour suivre saint Louis lors de la dernière croisade dont il revient rapidement. Après 1274, il entre en guerre contre le nouveau comte de Rodez qui exige de lui l'hommage direct à la vicomté de Carlat[1].

## Œuvres
On a conservé de lui un sirventès dans lequel il critique la légèreté du clergé de son temps.
Crestiantat vey del tot a mal meza,
tan gran perda no cug qu'ancmais fezes;
per qu'es razos qu'hom hueymais Dieu descreza
e qu'azorem Bafomet, lai on es,
Tervagan e sa companhia,
pus Dieus vol e sancta Maria
que nos siam vencut a non dever,
e·ls mescrezens fai honratz remaner.